# Soter Ortyński
Soter Ortyński OSBM (ur. 29 stycznia 1866 w Ortynicach, zm. 24 marca 1916 w Filadelfii) – duchowny greckokatolicki, od 1907 tytularny biskup Daulis i greckokatolicki ordynariusz w USA.

## Życiorys
Urodził się w Ortynicach w powiecie samborskim jako Stephen Ortynsky de Labetz (Stefan Ortyński), w rodzinie drobnoszlacheckiej herbu Łabędź. Po ukończeniu szkoły powszechnej w swojej wsi uczył się w gimnazjum w Drohobyczu, a od 1883 roku w gimnazjum w Samborze. W 1889 wstąpił do zakonu bazylianów w Dobromilu i przyjął imię Soter. Studiował filozofię i teologię na Uniwersytecie Jagiellońskim, gdzie uzyskał doktorat. Wyświęcony na księdza przez arcybiskupa lwowskiego Sylwestra Sembatowycza 18 lipca 1891. 
Od tego czasu przez 2 lata był profesorem filozofii w klasztorze w Ławrowie, 1894–1907 – misjonarzem w Galicji. 1896–97 – kaznodzieją i dyrektorem Apostolstwa Modlitwy we Lwowie; 1898–1901 – misjonarzem i ekonomem, od 1901 – ihumenem w Michałówce; od 1905 – misjonarzem w Drohobyczu; 1906–07 – misjonarzem i rekolekcjonistą we lwowskim klasztorze św. Onufrego i dyrektorem misji w prowincji bazylianów. Zwalczał moskalofilstwo i pijaństwo panujące w galicyjskich wsiach. Przygotowywał się do misji w Brazylii. 
W 1907 mianowany tytularnym biskupem Daulis i pierwszym w historii greckokatolickim ordynariuszem w USA (pro fidelibus Ritus Orientalis in Foederatis Statibus Americae Septentrionalis). Konsekrowany na biskupa 12 maja 1907 przez Andrzeja Szeptyckiego w asyście Konstantyna Czechowicza i Grzegorza Chomyszyna. 
Do USA przybył 27 sierpnia 1907 i pierwszą liturgię odprawił w ukraińskim kościele św. Jerzego na Manhattanie. Po zniesieniu ograniczeń listu apostolskiego Ea Semper 28 maja 1913 otrzymał pełną niezależność od hierarchii łacińskiej w Stanach Zjednoczonych, gdyż wcześniej musiał uzyskać zgodę każdego lokalnego biskupa rzymskokatolickiego, w którego diecezji znajdowała się parafia greckokatolicka, zanim mógł sprawować jakąkolwiek władzę nad daną parafią. Zaprosił siostry bazylianki z Galicji, troszcząc się o edukację dzieci, zwłaszcza sierot. Zakładał oddziały Proswity i Sokiła. Zakupił starą katedrę Niepokalanego Poczęcia, której gmach został później przebudowany w 1966. Otworzył sierociniec, drukarnię, księgarnię, skład szat liturgicznych i in. Jako jedynym biskup greckokatolicki w USA miał pod swoją jurysdykcją także emigrantów z Zakarpacia (egzarchat Munhal/Pittsburgha utworzono dopiero w 1924). 8 grudnia 1914 zwołał kongres krajowy w Filadelfii. W czasie jego episkopatu wzrosła liczba parafii (z 86 do 296) i księży  greckokatolickich (ze 120 do 220) w USA.
Zmarł w wyniku zapalenia płuc. Został pochowany w krypcie filadelfijskiej katedry greckokatolickiej. W jego pogrzebie uczestniczyło 10–15 tysięcy osób. Następcami biskupa Ortyńskiego zostali Constantine Bohachevsky (dla grekokatolików z Galicji) i Basil Takach (dla grekokatolików z Zakarpacia).

## Upamiętnienie
27 listopada 1944 został zwodowany okręt marynarki wojennej USA SS. Soter Ortynsky, złomowany w 1960.